# 塩川直人
塩川 直人（しおかわ なおと、1989年（平成元年）9月29日 - ）は、滋賀県米原市出身の男子フィールドホッケー日本代表選手（ミッドフィルダー）。

## 略歴
塩川直人は1989年（平成元年）9月29日に滋賀県坂田郡伊吹町（現滋賀県米原市）に生まれ、小学校4年からスポーツ少年団でホッケーを始め、伊吹山中学・天理高等学校・山梨学院大学を経て、現在名古屋フラーテルホッケーチームに在籍。2008年アジアカップにて初日本代表となり、2012年ロンドンオリンピック最終予選に出場した。
日本リーグ
2011年ベストイレブン
2012年ベストイレブン

## 関連事項
- 日本ホッケー協会
- ホッケー男子日本代表
- 日本オリンピック委員会. “2010.11 広州アジア大会選手名鑑 男子ホッケー”. 2013年7月23日閲覧。
- 公益社団法人 日本ホッケー協会. “男子日本代表選手団（2013.6.25）”. 2013年7月23日閲覧。